# أسترايد إن جوان
أسترايد إن جوان (بالفرنسية: Astride N'Gouan) مواليد 9 يوليو 1991 في سان دينس، سين سان دوني، فرنسا، هي لاعبة كرة يد فرنسية. مثلت منتخب فرنسا لكرة اليد للسيدات.

## الإنجازات
- الدوري الفرنسي لكرة اليد للسيدات:
  - الميدالية الفضية: 2012، 2014
- كأس فرنسا:
  - النهائي: 2014
- كأس أبطال الكؤوس الأوروبية لكرة اليد للسيدات:
  - النهائي: 2013
- كأس التحدي الأوروبية لكرة اليد للسيدات:
  - النهائي: 2014

## روابط خارجية
- أسترايد إن جوان على موقع الاتحاد الأوروبي لكرة اليد (الإنجليزية)